# Froideville (Gros-de-Vaud)
Pour les articles homonymes, voir Froideville.
Froideville est une commune suisse du canton de Vaud, située dans le district du Gros-de-Vaud. Citée dès 1284, elle fait partie du district d'Échallens entre 1798 et 2007. La commune est peuplée de 2 722 habitants en 2022. Son territoire, d'une surface de 707 hectares, se situe dans la région du Gros-de-Vaud.

## Histoire
Froideville est connu sous le nom de Frigida Villa en 1284. Des moines cultivent la région au XIIIe siècle, puis par des laïcs. Le village dépend de la juridiction de la ville de Lausanne, puis du bailliage de Lausanne à l'époque bernoise, puis du district d'Échallens dès la révolution vaudoise, de 1798 à 2007, et du district du Gros-de-Vaud depuis 2008. Le village ne possède pas de lieu de culte jusqu'à la construction d'un centre œcuménique en 1985.

### Héraldique
| Armes de Froideville | Les armes de la commune de Froideville se blasonnent ainsi : Coupé d'azur à la croix ancrée d'or, et de gueules à la charrue d'argent. |

## Géographie

Photo aérienne (1964).

Jusqu'à sa dissolution, la commune faisait partie du district d'Échallens. Depuis le 1er janvier 2008, elle fait partie du nouveau district du Gros-de-Vaud. Elle a des frontières communes avec Poliez-Pittet, Jorat-Menthue, Corcelles-le-Jorat, Montpreveyres, Lausanne et Bottens.
Le territoire communal se trouve sur le plateau suisse, dans la région du Gros-de-Vaud. La partie nord-ouest de la commune où se trouve le village de Froideville se trouve sur un plateau d'une altitude moyenne de 844 mètres, bordé par la vallée du Talent. Au sud-est, elle s'étend jusqu'à la vaste forêt du bois du Jorat où le Talent et la Mentue (alimentée par les ruisseaux de la Rosse et de Corbassière) se rejoignent. Le point culminant de la commune se trouve dans la forêt, à 907 mètres d'altitude.
En plus du village de Froideville, la commune compte également le hameau de Rossy, qui s'est désormais agrandi de plusieurs zones résidentielles, ainsi que plusieurs exploitations agricoles isolées.

## Population

### Surnom
Les habitants de la commune sont surnommés lè Caca-Tchoû (les Caque-Choux en patois vaudois), largement cultivée, ingrédient de la saucisse réputée du lieu et emblème des habitants qu'ils plantaient au sommet d'une pique,,.

### Démographie
Froideville compte 2 722 habitants en 2022. Sa densité de population atteint 384 hab./km2.
En 2000, la population de Froideville est composée de 741 hommes (51 %) et 712 femmes (49 %). La langue la plus parlée est le français, avec 1 344 personnes (91,5 %). La deuxième langue est l'allemand (75 ou 5,1 %). Il y a 1 358 personnes suisses (92,4 %) et 111 personnes étrangères (7,6 %). Sur le plan religieux, la communauté protestante est la plus importante avec 804 personnes (54,7 %), suivie des catholiques (379 ou 25,8 %). 171 personnes (11,6 %) n'ont aucune appartenance religieuse.
La population de Froideville est de 454 habitants en 1850. Elle baisse progressivement jusqu'à 266 habitants en 1960. Le nombre d'habitants augmente ensuite très fortement, puisqu'il est multiplié par 6,6 en 50 ans. Le graphique suivant résume l'évolution de la population de Froideville entre 1850 et 2010 :

## Politique
Lors des élections fédérales suisses de 2011, la commune a voté à 35,39 % pour l'Union démocratique du centre. Les deux partis suivants furent le Parti libéral-radical avec 20,93 % des suffrages et le Parti socialiste suisse avec 17,24 %.
Lors des élections cantonales au Grand Conseil de mars 2011, les habitants de la commune ont voté pour l'Union démocratique du centre à 27,81 %, le Parti socialiste à 26,19 %, le Parti libéral-radical à 18,92 %, l'Alliance du centre à 15,17 % et les Verts à 11,9 %.
Sur le plan communal, Froideville (Gros-de-Vaud)  est dirigé par une municipalité formée de 5 membres et dirigée par un syndic pour l'exécutif et un Conseil communal, composé de 55 élus, dirigé par un président et secondé par un secrétaire, pour le législatif.

### Liste des syndics de Froideville
- 1954-1969 : Armand Jaccoud, radical, député au Grand Conseil[13].
- 1970-1981 : Henri Mathey[14].
- 1982-1996 : René Martin, radical[15].
- 1996-2016 : Michel Pittet, hors parti[16],[17].
- Dès 2016 : Jean-François Thuillard, UDC, député au Grand Conseil[17].

## Économie
Principal pourvoyeurs d'emplois jusqu'à la deuxième moitié du XXe siècle, l'élevage et l'agriculture ne jouent plus qu'un rôle marginal dans l'économie locale depuis la forte hausse de la population des années 1970, lorsque des zones résidentielles ont été bâties et occupées par des personnes travaillant principalement dans la région lausannoise ; ce changement a été accompagné par la création de nombreuses petites entreprises locales..

## Transports
Au niveau des transports en commun, Froideville fait partie de la communauté tarifaire vaudoise Mobilis. C'est le terminus du bus no 60 des Transports publics de la région lausannoise faisant le parcours Lausanne-Cugy-Montheron-Bottens-Froideville. La localité est également desservie par les bus sur appel Publicar, qui sont un service de CarPostal.

## Vie locale
La commune de Froideville compte de nombreuses associations, parmi lesquelles une abbaye vaudoise, une société de jeunesse, un chœur mixte et des paysannes vaudoises.

## Sources
- (de) Cet article est partiellement ou en totalité issu de l’article de Wikipédia en allemand intitulé « Froideville VD » (voir la liste des auteurs).